# Erwa
Erwa är en ö i Eritrea. Den ligger i den nordöstra delen av landet, 140 km öster om huvudstaden Asmara. Arean är 35 kvadratkilometer.
Terrängen på Erwa är mycket platt. Öns högsta punkt är 41 meter över havet. Den sträcker sig 8,9 kilometer i nord-sydlig riktning, och 6,4 kilometer i öst-västlig riktning.  Trakten runt Erwa är ofruktbar med lite eller ingen växtlighet.